# Ravanica (miasto Kraljevo)
Ravanica (cyr. Раваница) – wieś w Serbii, w okręgu raskim, w mieście Kraljevo. W 2011 roku liczyła 711 mieszkańców.